# Glu 모바일
Glu 모바일 주식회사(Glu Mobile, Inc)는 모바일 게임과 컴퓨터 게임의 개발사이자 배급사이다. 2005년 캘리포니아에 설립된 Glu는 자바 플랫폼을 기반으로 하는 구글 크롬, 윈도우 폰, 안드로이드와 아마존 등에 제품을 제공한다. 2021년 4월 일렉트로닉 아츠에게 인수되었다.

## 게임
- 아스테로이즈 (비디오 게임)
- 발더스 게이트 (비디오 게임)
- 콜 오브 듀티 4: 모던 워페어
- 콜 오브 듀티: 블랙 옵스
- 콜 오브 듀티: 모던 워페어 2
- 콜 오브 듀티: 모던 워페어 2
- 콜 오브 듀티: 월드 앳 워
- 센티피드
- 덱스터의 실험실
- 인생 게임
- 레밍즈
- 트랜스포머: 패자의 역습
- 누가 백만장자가 되고 싶은가?
- 주마 (비디오 게임)